# Хладни рат (1985–1991)
Период око 1985–1991. означио је завршни период Хладног рата. Карактерише га системска реформа унутар Совјетског Савеза, ублажавање геополитичких тензија између блока предвођеног Совјетским Савезом и блока предвођеног Сједињеним Државама, колапс утицаја Совјетског Савеза у источној Европи и распад Совјетског Савеза 1991.
Почетак овог периода је обележен успоном Михаила Горбачова на место генералног секретара Комунистичке партије Совјетског Савеза. Настојећи да оконча економску стагнацију повезану са ером Брежњева, Горбачов је покренуо економске реформе ( перестројка ) и политичку либерализацију ( гласност ). Док се о тачном датуму завршетка Хладног рата расправља међу историчарима, генерално се слаже да су имплементација споразума о контроли нуклеарног и конвенционалног наоружања, повлачење совјетских војних снага из Авганистана и источне Европе и распад Совјетског Савеза обележили крај хладног рата.

## Одмрзавање у односима
Након смрти три узастопна старија совјетска лидера од 1982. године, совјетски Политбиро је изабрао генералног секретара Комунистичке партије Горбачова у марту 1985., означивши успон нове генерације руководства. Под Горбачовим, релативно млади реформски оријентисани технократи, који су започели своју каријеру у доба врхунца „ дестаљинизације “ под реформистичким лидером Никите Хрушчовом, брзо су консолидовали власт, дајући нови замах за политичку и економску либерализацију и подстицај за неговање топлијих односа и трговину са Западом.
На западном фронту, администрација председника Регана заузела је тврд став против Совјетског Савеза. Према Регановој доктрини, Реганова администрација је почела да пружа војну подршку антикомунистичким оружаним покретима у Авганистану, Анголи, Никарагви и другде.
Велики напредак је уследио 1985-87, успешним преговорима о Споразуму о нуклеарним снагама средњег домета (ИНФ). Споразум ИНФ из децембра 1987., који су потписали Реган и Горбачов, елиминисао је све нуклеарне и конвенционалне ракете, као и њихове лансере, са дометом од 500 до 1000 километара (кратког домета) и 1000 до 5500 километара (средњи домет). Уговор није покривао ракете са морског лансирања. До маја 1991. године, након увиђаја на лицу места са обе стране, уништено је 2.700 пројектила.
Реганова администрација је такође убеђивала нафтне компаније Саудијске Арабије да повећају производњу нафте. То је довело до троструког пада цена нафте, а нафта је била главни извор совјетских извозних прихода. Након претходног великог војног јачања СССР-а, председник Реган је наредио огромно мирнодопско јачање оружаних снага Сједињених Држава ; Совјети нису одговорили на ово изградњом своје војске јер би војни трошкови, у комбинацији са колективизованом пољопривредом у земљи, и неефикасном планираном производњом, изазвали тешко бреме за совјетску економију. Она је већ била у стагнацији иу лошем стању пре мандата Михаила Горбачова који, упркос значајним покушајима реформи, није био у стању да ревитализује привреду. Године 1985. Реган и Горбачов су одржали свој први од четири састанка на врху, овај у Женеви, у Швајцарској. Након разговора о политици, чињеницама итд., Реган је позвао Горбачова да оде са њим у малу кућу близу плаже. Двојица лидера су у тој кући разговарала дуже од свог рока, али су изашли са вестима да су планирали још два (ускоро још три) самита.
Други самит одржан је следеће године, 1986. 11. октобра, у Рејкјавику, на Исланду. Састанак је одржан како би се наставиле дискусије о смањењу њиховог арсенала балистичких ракета средњег домета у Европи. Разговори су били близу постизања општег напретка у контроли нуклеарног наоружања, али су се завршили неуспехом због Реганове Стратешке одбрамбене иницијативе коју је предложио и што је Горбачов предложио њено отказивање. Без обзира на то, сарадња је наставила да се повећава и, тамо где није успела, Горбачов је једнострано смањио део стратешког наоружања.
У основи распада Совјетског Савеза, политичке иницијативе Горбачова за реструктурирање ( перестројка ) и отвореност ( гласност ) имале су таласне ефекте широм совјетског света, укључујући и онемогућавање поновног успостављања централне контроле над државама чланицама Варшавског пакта без прибегавања војној сили.
Дана 12. јуна 1987. Реган је изазвао Горбачова да настави даље са својим реформама и демократизацијом рушењем Берлинског зида. У говору на Бранденбуршкој капији поред зида, Реган је изјавио:
General Secretary Gorbachev, if you seek peace, if you seek prosperity for the Soviet Union, Central and South-East Europe, if you seek liberalization, come here to this gate; Mr. Gorbachev, open this gate. Mr. Gorbachev, tear down this wall!
Док су остарели комунистички европски лидери држали своје државе у загрљају „нормализације“, Горбачовљева реформистичка политика у Совјетском Савезу разоткрила је како је некада револуционарна Комунистичка партија Совјетског Савеза умирала у самом центру система. Суочен са опадањем прихода због пада цена нафте и растућих расхода у вези са трком у наоружању и командном економијом, Совјетски Савез је током 1980-их био приморан да преузме значајне износе дуга од западног банкарског сектора. Растуће јавно неодобравање совјетско-авганистанског рата и друштвено-политички ефекти несреће у Чернобиљу у Украјини повећали су јавну подршку овој политици. До пролећа 1989. СССР је не само доживео живу медијску дебату, већ је одржао и своје прве изборе са више кандидата. По први пут у новијој историји, сила либерализације се ширила са Запада на Исток.

## Револт се шири комунистичком Европом
Грассроотс организације, као што је Пољски покрет Солидарност, брзо су стекле земљу са јаким популарним базама. У фебруару 1989. Пољска Народна Република је отворила преговоре са опозицијом, познате као Пољски споразум за округлим столом, који је дозволио изборе уз учешће антикомунистичких партија у јуну 1989. године.
Првобитно неупадљиво отварање граничне капије Гвоздене завесе између Аустрије и Мађарске у августу 1989. тада је изазвало ланчану реакцију, на крају које немачка Демократска Република више није постојала, а Источни блок се распао. Идеја за Паневропски пикник потекла је од Ота фон Хабзбурга и била је замишљена као тест да ли ће Совјетски Савез реаговати када се отвори гвоздена завеса. Паневропска унија Аустрија се тада рекламирала летцима у Мађарској како би источне Немце обавестила о могућности бекства. Резултат највећег масовног егзодуса од изградње Берлинског зида и нереаговања држава источног блока показао је потлаченом становништву да су њихове владе изгубиле апсолутну власт. Након тога, велики број избеглица из Источне Немачке покушао је да побегне кроз Мађарску и слабе реакције су показале да су комунистичке вође изгубиле још више моћи.
Такође 1989. комунистичка влада у Мађарској је започела преговоре о организовању конкурентских избора који су одржани 1990. године. У Чехословачкој и Источној Немачкој, масовни протести збацили су укорењене комунистичке вође. Комунистички режими у Бугарској и Румунији су се такође срушили, у последњем случају као резултат насилног устанка. Ставови су се довољно променили да је амерички државни секретар Џејмс Бејкер сугерисао да се америчка влада неће противити совјетској интервенцији у Румунији, у име опозиције, како би се спречило крвопролиће. Талас промена кулминирао је падом Берлинског зида у новембру 1989. године, који је симболизовао колапс европских комунистичких влада и графички окончао поделу гвоздене завесе у Европи.
Колапс источноевропских влада уз Горбачовљев прећутни пристанак ненамерно је подстакао неколико совјетских република да траже већу независност од власти Москве. Агитација за независност у балтичким државама довела је до тога да су прво Литванија, а затим Естонија и Летонија прогласиле своју независност. Незадовољство у другим републикама наишло је на обећања веће децентрализације. Отворенији избори довели су до избора кандидата који се супротстављају владавини Комунистичке партије.
У покушају да заустави брзе промене система, група совјетских тврдолинијаша коју је представљао потпредседник Генадиј Јанајев покренула је државни удар свргавањем Горбачова у августу 1991. Руски председник Борис Јељцин окупио је народ и већи део војске против пуча и напори су пропали. Иако је враћен на власт, Горбачовљев ауторитет је непоправљиво нарушен. У септембру су балтичке државе добиле независност. 1. децембра Украјина се повукла из СССР-а. 26. децембра 1991. СССР се званично распао, распао се на петнаест одвојених нација.

## Крај хладног рата
Након завршетка револуција 1989, Горбачов и председник Буш старији. састали на неутралном острву Малти да разговарају о догађајима из године, повлачењу совјетске војске из источне Европе и будућем току њихових односа. Након разговора, двојица лидера су јавно објавили да ће заједно радити на поновном уједињењу Немачке, нормализацији односа, решавању сукоба у Трећем свету и унапређењу мира и демократије (коју председник Буш назива „ Нови светски поредак “).
Између самита на Малти и распада Совјетског Савеза почели су преговори о неколико споразума о контроли наоружања, који су резултирали споразумима као што су СТАРТ И и Конвенција о хемијском оружју. Поред тога, Сједињене Државе, које су и даље веровале да ће Совјетски Савез наставити да постоји дугорочно, почеле су да предузимају кораке за стварање позитивних дугорочних односа.
Овај нови однос показао је заједничко америчко-совјетско противљење инвазији Ирака на Кувајт. Совјетски Савез је у Савету безбедности Уједињених нација гласао за Резолуцију 678 којом се одобрава употреба војне силе против свог бившег блискоисточног савезника.
Неколико сукоба у земљама трећег света (тј. Камбоџа, Ангола, Никарагва ) у вези са Хладним ратом ће се окончати током ове ере сарадње, при чему би и Совјетски Савез и Сједињене Државе радиле заједно како би извршиле притисак на своје заступнике да склопе мир са једно другог. Све у свему, овај детант који је пратио последњи сумрак Хладног рата би помогао да се успостави релативно мирнији свет.
Као последица револуција 1989. године и усвајања спољне политике засноване на немешању Совјетског Савеза, Варшавски пакт је распуштен и совјетске трупе су почеле да се повлаче назад у Совјетски Савез, завршавајући своје повлачење средином 1990-их.
Сједињене Државе су успоставиле комплексно глобално присуство до 1990-их и креатори политике су сматрали да је потребна нека структура која би објаснила „претње, интересе и приоритете“ који воде спољну политику, али није било договора како даље. Ентони Лејк је рекао да су покушаји израде доктрина током овог периода ризиковали увођење изолационизма „нео-знати-ништа” или онога што је он назвао „ирационалним” идејама. Тадашњи циљ Буша старијег и Клинтона током њиховог мандата био је да развију спољнополитичке циљеве који би подржали консензус, а не да убрзају фрагментацију унутар америчке сфере утицаја.

### Узроци
Научници су указали на материјалистичке и идејне разлоге за крај Хладног рата. Материјалисти наглашавају совјетске економске потешкоће (као што су економска стагнација и државни дуг), док идеционалисти тврде да су погледи на свет и личности Горбачова и Регана били важни. Идеационалисти указују на међусобну жељу Горбачова и Регана да укину нуклеарно оружје, као и на Горбачовљеву перцепцију легитимних циљева и средстава спољне политике.

## Наслеђе
Земље попут Чешке, Естоније, Мађарске, Летоније, Литваније, Пољске и Словачке доживеле су економску реконструкцију, раст и брзу интеграцију са ЕУ и НАТО, док су неки од њихових источних суседа створили хибриде олигархијског система слободног тржишта, посткомунистичке корумпиране администрације и диктатуре.
Русија и неке друге совјетске државе наследнице суочиле су се са хаотичном и оштром транзицијом са командне економије на капитализам слободног тржишта након распада Совјетског Савеза. Велики проценат становништва живео је у сиромаштву, раст БДП-а је опао, а очекивани животни век је нагло опао. Услови живота такође су се погоршали у неким другим деловима бившег источног блока.
Након хладног рата дошло је до периода просперитета без преседана на Западу, посебно у Сједињеним Државама, и таласа демократизације широм Латинске Америке, Африке и Централне, Југоисточне и Источне Европе.
Социолог Иммануел Валлерстеин изражава мање тријумфистички став, тврдећи да је крај Хладног рата увод у слом Пак Америцана. У свом есеју „ Пак Америцана је готов“, Волерштајн тврди: „Колапс комунизма је у ствари означио колапс либерализма, уклањајући једино идеолошко оправдање иза хегемоније САД, оправдање које је прећутно подржавао тобожњи идеолошки противник либерализма“.
Истраживање свемира је нестало и у Сједињеним Државама и у Русији без притиска конкуренције свемирске трке. Војна одликовања су постала чешћа, јер су их креирале и додељивале велике силе током скоро 50 година непријављених непријатељстава.

## Хронологија повезаних догађаја

### 1985.
- 20. јануар 1985. – Роналд Реган је положио заклетву за други мандат као председник Сједињених Држава.
- 10. марта 1985. – Умро је генерални секретар Комунистичке партије Совјетског Савеза Константин Черненко.
- 11. март 1985. – Члан совјетског Политбироа Михаил Горбачов постаје генерални секретар Комунистичке партије.
- 24. март 1985. – Мајора Артура Д. Николсона, официра војне обавештајне службе америчке војске убио је совјетски стражар у Источној Немачкој. Наведен је као последња жртва САД у Хладном рату.

### 1986.
- 22–25. фебруар 1986. – Револуција моћи народа успешно је збацила Фердинанда Маркоса на Филипинима.
- 26. април 1986. – Чернобилска катастрофа.

### 1987.
- Јануар 1987 – Горбачов уводи политику демократизације у Совјетски Савез.
- 27. јануар 1987. – Сједињене Државе признале независност Монголије и успоставиле дипломатске односе.[23]
- 4. март 1987 - У телевизијском обраћању, Реган преузима пуну одговорност за аферу Иран-Контра.
- 12. јун 1987. – Реганов говор „Срушите овај зид“ у Западном Берлину.
- 29. јун 1987. – јунска борба у Јужној Кореји.
- 15. јул 1987. – Република Кина окончала 38 година ванредног стања.
- 15. новембар 1987. – Брашовска побуна у Румунији.
- 8. децембар 1987. – У Вашингтону је потписан Уговор о нуклеарним снагама средњег домета.

### 1988.
- 12. фебруар 1988. – Непријатељски судар код обале Крима у Црном мору када је совјетска фрегата <i id="mwAUI">Беззаветни</i> набила америчку ракетну крстарицу УСС Јорктаун.[24]
- 20. фебруар 1988. – Регионални савет Нагорно-Карабаха у Азербејџану одлучује да буде део Јерменије, али Кремљ то одбија.[25] Наредни Први рат у Нагорно-Карабаху био би први од унутрашњих сукоба у Совјетском Савезу који ће постати постсовјетски сепаратистички сукоби.
- 8. август 1988. – 8888. Устанак у Бурми.
- 17. август 1988. – Умро је пакистански председник Мухамед Зија-ул-Хак.
- 20. август 1988 – Крај иранско-ирачког рата.
- 17. септембар 1988. – Летње олимпијске игре у Сеулу, Јужна Кореја; први пут од 1976. да учествују и Совјетски Савез и Сједињене Државе; то су и последње Олимпијске игре за Совјетски Савез и његове сателитске државе.
- 5. октобар 1988. – Чилеански диктатор Аугусто Пиноче поражен је на националном референдуму.
- 21. децембар 1988 - Подметање бомбе на лету Пан Ам 103.

### 1989.
- 7. јануар 1989. – Умире јапански цар Хирохито, наследио га је син Акихито.
- 20. јануар 1989. – Џорџ ХВ Буш постаје председник Сједињених Држава.
- фебруар 1989. – Крај совјетско-авганистанског рата ; наставак унутрашњег сукоба без совјетских трупа.
- 3. јун 1989. – Умро је ирански вођа ајатолах Хомеини.
- 4. јун 1989. – Протести на Тргу Тјенанмен 1989. у Пекингу, Народна Република Кина.
- 4. јун 1989. – Одлучна победа Солидарности на првим делимично слободним парламентарним изборима у послератној Пољској изазива низ антикомунистичких револуција 1989. широм Централне, касније Југоисточне и Источне Европе.
- 14. август 1989 – Јужноафрички председник Питер Вилем Бота поднео је оставку као реакција на примену Тројног споразума.
- 19. август 1989. – Отварање граничне капије између Аустрије и Мађарске на Паневропском пикнику покренуло је ланчану реакцију, на крају које више није било ДДР и Источни блок се распао.
- 23. август 1989. – Члан совјетског Политбироа Александар Јаковљев осуђује тајне протоколе пакта Хитлер-Стаљин.
- 24. август 1989. – Тадеуш Мазовјецки постаје премијер Пољске формирајући прву некомунистичку владу у комунистичком блоку.
- 23. октобар 1989. – Крај комунизма у Мађарској.
- 9. новембар 1989 – Пад Берлинског зида.
- 24. новембар 1989. – Лидери Комунистичке партије Чехословачке поднели су оставке током Баршунасте револуције, чиме је ефективно окончана једнопартијска владавина у тој земљи.
- 2–3. децембар 1989 – Самит на Малти између Буша и Горбачова, који је рекао: „Уверио сам председника Сједињених Држава да никада нећу започети врући рат против САД“.
- 10. децембар 1989. – Оставка чехословачког председника Густава Хусака представљала је пад комунистичког режима у Чехословачкој, остављајући Чаушескуову Румунију као једини преостали тврдолинијашки комунистички режим у Варшавском пакту.[26][27][28]
- 25. децембар 1989. – Погубљење Николаја Чаушескуа током Румунске револуције против владавине Комунистичке партије.
- 29. децембар 1989. – Вацлав Хавел преузима председника Чехословачке након завршетка Баршунасте револуције.
- 30. децембар 1989. – Секуритате, тајна полиција Румуније, распуштена.

### 1990
- 13. јануар 1990. – Распуштена је Штази, тајна полиција Источне Немачке.
- 22. јануар 1990. – Савез комуниста Југославије, владајућа партија Социјалистичке Федеративне Републике Југославије, распуштен је на свом конгресу, чиме је окончан једнопартијски систем у земљи.
- 1. фебруар 1990 – СтБ, тајна полиција Чехословачке је распуштена.
- 15. март 1990. – Инаугурација Горбачова за првог председника Совјетског Савеза.
- 12. април 1990. – Социјалистичка Република Словенија у оквиру Југославије одржава прве вишестраначке изборе.
- 22–23. априла и 6.–7. маја 1990. – Социјалистичка Република Хрватска у саставу Југославије одржава прве вишестраначке изборе.
- 25. април 1990. – Виолета Чаморо положила је заклетву као председница Никарагве, чиме је окончана владавина сандиниста и побуна Контраса.
- 22. мај 1990. – Уједињени Јужни и Северни Јемен.
- 8. јун 1990. – Издата је Порука из Турнберрија, описана као „прво званично признање краја Хладног рата”.
- 5–6. јул 1990. – НАТО одржава 11. самит у Лондону.
- 13. јул 1990. – 28. конгрес Комунистичке партије Совјетског Савеза објавио је престанак монопола власти.
- 2. август 1990. – Почетак Заливског рата.
- 9. септембар 1990. – Хелсиншки самит Буша и Горбачова.
- 12. септембар 1990. – У Москви потписан Уговор о коначном решењу у односу на Немачку.
- 3. октобар 1990. – Званично уједињење Немачке.
- 6. новембар 1990. – Мађарска је постала прва земља совјетског блока која се придружила Савету Европе.
- 11. новембар 1990. – Социјалистичка Република Македонија у саставу Југославије одржава прве вишестраначке изборе.
- 18. новембар 1990. – Социјалистичка Република Босна и Херцеговина у саставу Југославије одржава прве вишестраначке изборе.
- 19. новембар 1990. – НАТО и Варшавски пакт потписују Уговор о конвенционалним оружаним снагама у Европи.
- 28. новембар 1990. – Маргарет Тачер пада са власти као премијерка Велике Британије ; Џон Мејџор преузима дужност.
- 9. децембар 1990. – Социјалистичка Република Црна Гора у оквиру Југославије одржава прве вишестраначке изборе.
- 9–23. децембар 1990. – У Социјалистичкој Републици Србији у оквиру Југославије одржани први вишестраначки избори.
- 22. децембар 1990. – Лех Валенса постаје председник Пољске ; Завршетак пољске владе у егзилу.
- 23. децембар 1990. – Словенија одржава референдум о независности на којем се већина Словенаца изјаснила у корист Словеније која тражи независност од Југославије.

### 1991.
- Јануар 1991. – Заустављени су трансфери новца из буџета Чешке у Словачку, чиме је започео процес који би довео до баршунастог развода.
- 28. фебруар 1991. – Крај Заливског рата.
- 3. март 1991. – Естонија и Летонија одржавају референдум о независности са већином гласова за обнову независности.
- 31. март 1991. – Грузија одржава референдум о независности на којем је већина Грузијаца гласала за независност Грузије од Совјетског Савеза.
- 1. мај 1991. – Република Кина укида Привремене одредбе против комунистичке побуне које су биле на снази током Кинеског грађанског рата.
- 19. мај 1991. – Хрватска одржава референдум о независности на којем је већина Хрвата гласала за тражење независности Хрватске од Југославије.
- 24. мај 1991. – Крај Еритрејског рата за независност у Етиопији.
- 27. јун 1991. – Почетак југословенских ратова у Словенији.
- 28. јун 1991. – Комекон је распуштен.
- 1. јул 1991. – Распуштен Варшавски пакт.
- 10. јул 1991. – Борис Јељцин постаје председник Русије.
- 31. јул 1991. – Ратификација СТАРТ I уговора између Сједињених Држава и Совјетског Савеза.
- 19. август 1991. – Почетак Совјетског Савеза покушај државног удара.
- 21. август 1991. – Распуштен је државни удар Совјетског Савеза.
- 24. август 1991. – Горбачов подноси оставку на место генералног секретара Комунистичке партије Совјетског Савеза.
- 6. септембар 1991. – Совјетски Савез признаје независност балтичких држава.
- 8. септембар 1991. – Република Македонија одржава референдум о независности на којем је већина Македонаца гласала за тражење независности Македоније од Југославије.
- 21. септембар 1991. – Јерменија одржава референдум о независности на којем је већина Јермена гласала за независност Јерменије од Совјетског Савеза.
- 26. октобар 1991. – Туркменистан одржава референдум о независности који је резултирао већином гласова за независност Туркменистана од Совјетског Савеза.
- 6. новембар 1991. – Распуштене Комунистичка партија Совјетског Савеза и совјетски КГБ.
- 7–8. новембар 1991. – НАТО одржава 12. самит у Риму.
- 8. децембар 1991. – Белавешки споразум потписали су лидери Руске Совјетске Федеративне Социјалистичке Републике, Украјинске Совјетске Социјалистичке Републике и Белоруске Совјетске Социјалистичке Републике, којим је потписан распад Совјетског Савеза и стварање ЗНД.
- 24. децембар 1991. – Горбачов подноси оставку на место председника Совјетског Савеза и та функција је укинута; са Московског Кремља спуштена је црвена совјетска застава, а на њено место је подигнута застава Руске Федерације.
- 25. децембар 1991. – Врховни совјет распушта Совјетски Савез.